# Hermoso Campo
Hermoso Campo ist die Hauptstadt des Departamento Dos de Abril in der Provinz Chaco im nördlichen Argentinien. In der Klassifikation der Gemeinden in der Provinz Chaco gehört sie zur 2. Kategorie. Sie ist die einzige Gemeinde (municipio) des Departamento und hat 7.435 Einwohner, wovon 4.402 Einwohner den Ortskern bewohnen.

## Wirtschaft
Die landwirtschaftlichen Anbauprodukte in Hermoso Campo sind Soja, Baumwolle und Mais.